# Симон Кананит
Си́мон Канани́т (сир. ܫܡܥܘܢ ܩܢܢܝܐ, др.-греч. σιμων ο καναναιος, лат. Simon Chananæus), также Си́мон «Зило́т» (ܫܡܥܘܢ ܛܢܢܐ, Σίμων ο Ζηλωτής, Simon Zelotes) — один из двенадцати ближайших апостолов (учеников) Иисуса Христа. Память апостола Симона совершается в Православной церкви 10 (23) мая по юлианскому календарю и в Собор двенадцати апостолов 30 июня (13 июля), в Католической церкви: 28 октября.

## В Евангелиях
Сведения в Евангелиях о Симоне Кананите крайне скудны. Он упомянут в списках апостолов в Евангелии от Матфея (Мф. 10:4), от Марка (Мк. 3:18), от Луки (Лк. 6:15), а также в Деяниях Апостолов (Деян. 1:13). Он называется Симоном Зилотом или Симоном Кананитом, чтобы отличить его от Симона Петра. Никаких других сведений об апостоле Новый Завет не приводит.
Прозвища Зилот (греч. ζηλωτής) и Кананит (арам. qan'ana) в переводе с греческого и арамейского обозначают одно и то же — «ревнитель», то есть благочестивый человек, ревностно следующий иудейскому закону. В Талмуде упоминается законоучитель Нехуния бен га-Кана — «сын ревнителя». Прозвище Зилот нередко истолковывалось в смысле приверженности партии зелотов, ревностных борцов против римского владычества.
Предание иногда отождествляло Симона Кананита со сводным братом (от первого брака Иосифа) Иисуса Христа, который справлял свадьбу в Кане Галилейской, где Иисус превратил воду в вино. В этом случае он отождествляется с Симеоном, апостолом из числа 70, «братом Господним», который стал вторым епископом Иерусалима после казни Иакова Праведного.

## Предание

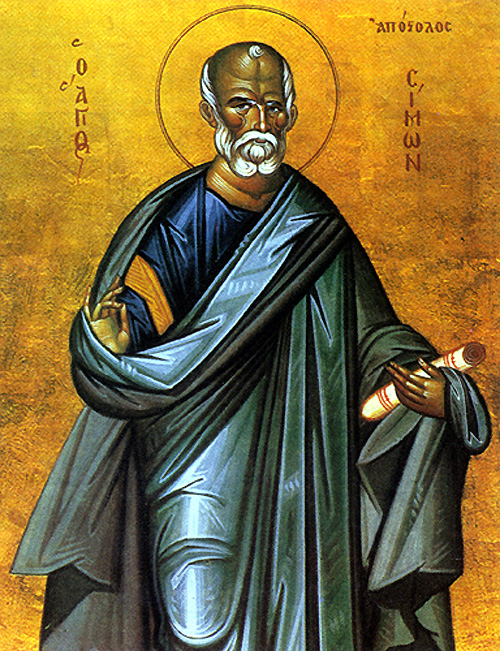
Апостол Симон (греческая икона)

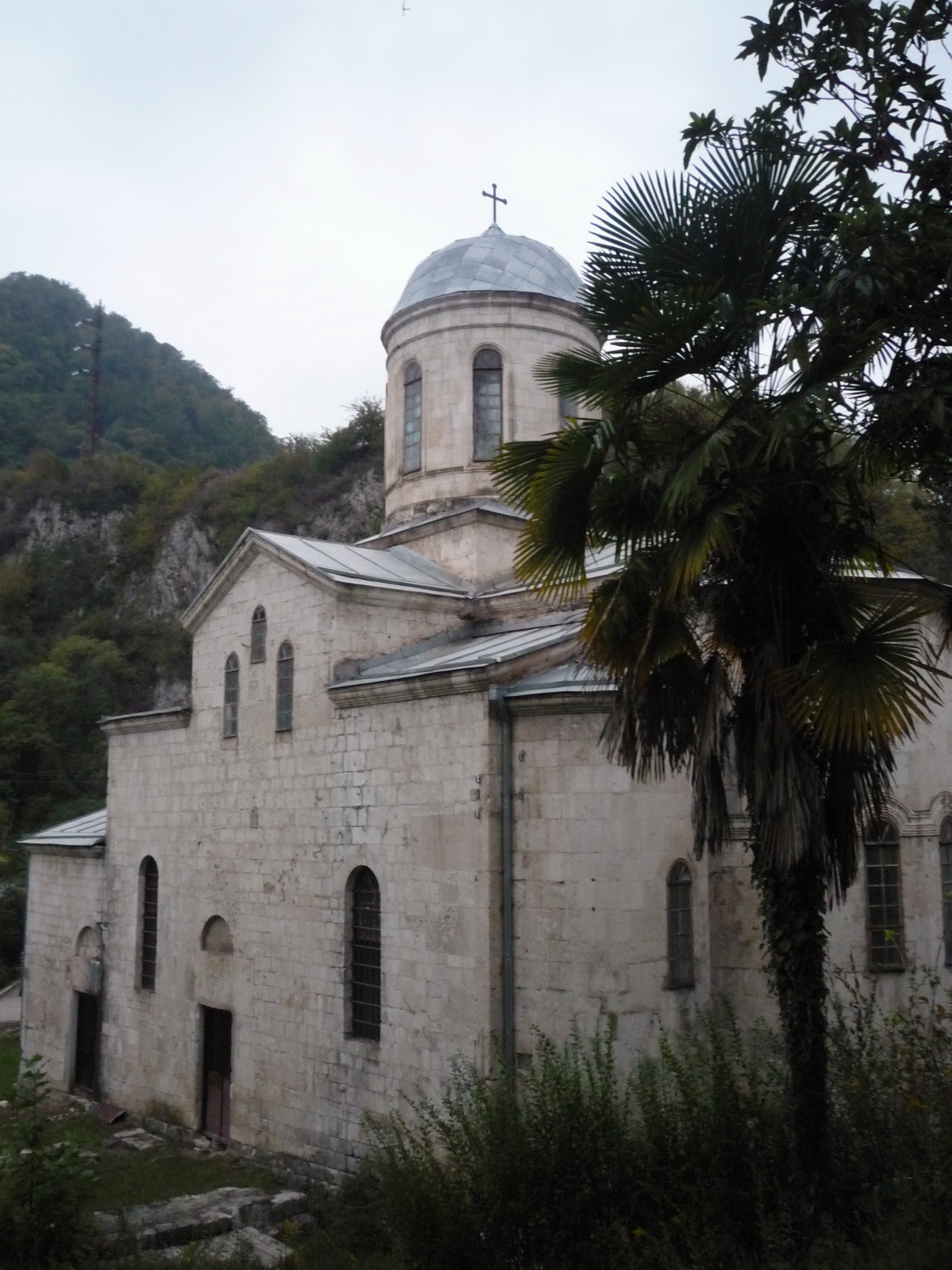
Храм апостола Симона Кананита в Новом Афоне (Абхазия)

Согласно преданию, святой апостол Симон проповедовал учение Христово в Иудее, Египте, Армении, Абхазии, Месопотамии и Ливии. Возможно, проповедовал вместе с апостолом Иудой Фаддеем в Персии.
Есть сведения о посещении апостолом Симоном Британии.
Кроме апостола Андрея на Дону благовествовали слово Божие апостолы Филипп и Симон Кананит.
По преданию апостол принял мученическую кончину в Персии, где был распилен пилой. Согласно другому преданию, он был епископом в первохристианской общине в Иерусалиме и казнён (через распятие) во время гонений на христиан при императоре Траяне в 107 году.
Погребён в городе Никопсии, местоположение которого вызывает споры. По одной версии, этот город — нынешний Новый Афон в Абхазии; по другой — он находился на месте нынешнего посёлка Новомихайловского в Краснодарском крае. Впоследствии, в XIX веке, на предполагаемом месте подвигов апостола, близ Апсарской горы, был сооружён Новоафонский монастырь Симона Кананита. Там и сегодня показывают пещеру, в которой подвизался апостол.
Мощи святого апостола почивают в Ватикане в соборе Святого Петра. Часть мощей апостола находится в базилике апостола Андрея Первозванного в Кёльне (Германия).

## День Симона Зилота
На Украине собирают лекарственные травы (зелье), за что этот день назван «Симонове зело».